# Kceibya
Kceibya (àrab قصيبية) és una comuna rural de la província de Sidi Slimane de la regió de Rabat-Salé-Kenitra. Segons el cens de 2014 tenia una població total de 27.059 persones.